# ISO 3166-2:FO
ISO 3166-2:FO is een ISO-standaard met betrekking tot de zogenaamde geocodes. Het is een subset van de ISO 3166-2 tabel, die specifiek betrekking heeft op de Faeröer.
De gegevens werden tot op 26 november 2018 geüpdatet op het ISO Online Browsing Platform (OBP). Hier worden geen deelgebieden gedefinieerd.
Volgens de eerste set, ISO 3166-1, staat FO voor de Faeröer, het tweede gedeelte wordt een code bestaande uit één, twee of drie letters of cijfers en is bestemd voor het desbetreffende deelgebied.